# A股
A股（A share）在所有國家的股市都存在，可以是普通股或優先股。
A股是股票市场中一種股票分類，與其相對的是B股。兩者区别在於A股的面值多是B股的五倍至十倍，但兩者的投票權是相等的。但B股也不是無敵的，只要有股東持有足夠的A股，便可召開股東大會，取消B股上市地位。